# UMS de Loum
Der Union des Mouvements Sportifs de Loum, auch einfach nur UMS de Loum, ist ein 2011 gegründeter kamerunischer Fußballverein aus Loum. Aktuell spielt der Verein in der ersten Liga, der MTN Elite one.

## Erfolge
- Kamerunischer Meister: 2017, 2019
- Kamerunischer Pokalsieger: 2015

## Stadion
Der Verein trägt seine Heimspiele im Stade Municipal de Loum in Loum aus. Das Stadion hat ein Fassungsvermögen von 3000 Personen.